# Williamsonia (planta)
Williamsonia é um gênero extinto de planta pertencente a Bennettitales, uma ordem de plantas de espermatófita que tinha uma semelhança com as cicas. Espécimes fossilizado de Williamsonia foram descobertos em todo o mundo.

## Taxonomia
Williamsonia foi originalmente descrita como Zamia gigas por William Crawford Williamson. William Carruthers propôs o nome Williamsonia em 1870 em referência ao seu nome, sendo a W. gigas como Espécie-tipo.

## Biologia
Williamsonia possuía um tronco robusto e tinha folhas como de samambaia (Fronde). Esta planta não vivia em grupo. Os estames da Williamsonia eram curvada para dentro e para cima.

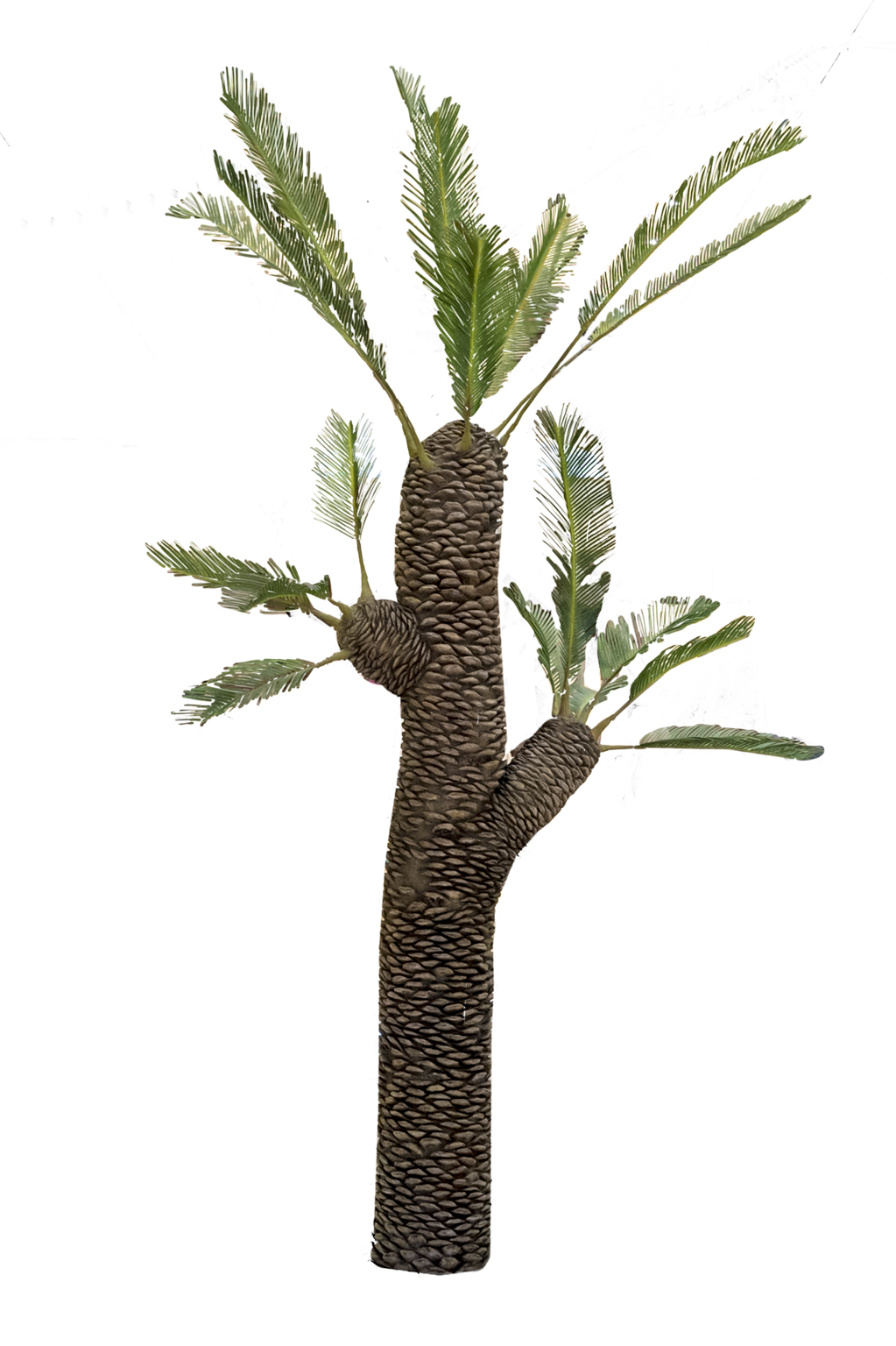
Ilustração da morfologia da Williamsonia.

Williamsonia produziu flores de até 10 cm de comprimento. Suas sementes cresciam partir de um receptáculo floral e toda flor era cercada por brácteas protetoras (que são muitas vezes a única parte da planta que se fossiliza). A pinha das Williamsonia tinham monoesporângios. Tinham uma forma de copo e poderiam ter até 15 centímetros de diâmetro. Entre 25 e 50 óvulos podiam estar presente em cada pinha. O desenvolvimento dos óvulos parece ser semelhante ao das Cycadeoidea.

## Sítios de fósseis
Uma pinha anatomicamente preservada de Williamsonia foi descoberta em rochas do período Campaniano na Ilha Vancouver. Esta foi a primeira estrutura reprodutiva de Williamsoniaceae a ser recuperado no oeste da América do Norte. Pinhas de Bennettitales de 8 centímetros de comprimento e 6 centímetros de diâmetro foram encontrados na Formação Crato no Brasil e que podem pertencer a Williamsonia, bem como as encontradas em Gristhorpe na Cayton, Inglaterra (neste caso, a espécie W. leckenbyi). E W. arrisiana foram descritas em Rajmahal Hills na India. Também, W. nizhoniamcdouldsd foram descritas na formação Chinle no Novo México.
No Brasil, foi encontrada Williamsonia que estavam na Formação Santa Maria e que data do Carniano, Triássico Superior.